# Кемал Курспахић
Кемал Курспахић (Мркоњић Град, 1. децембар 1946 — Вашингтон, 17. септембар 2021) био је босански адвокат и новинар, уредник ланца недељних листова под називом „The Connection Newspapers“, оснивач и председник Института за медије у демократији, бивши главни уредник сарајевског листа „Ослобођење“, аутор неколико књига.

## Биографија
Рођен је 1946. године у Мркоњић Граду. Основну школу је похађао у СР Босни и Херцеговини и СР Хрватској, а трогодишњу средњу школу је завршио у Санском Мосту. У Београду је стекао звање адвоката.
Новинарством је почео да се бави још као средњошколац 1962. године, радећи као дописник листа „Ослобођење“ из Санског Моста. Био је уредник београдског недељника „Студент“, а након тога је од 1969. радио као дописник „Ослобођења“ из Београда и од 1971. до 1973. као дописник из Јајца. У Сарајево се преселио 1974. године и радио је у неколико редакција. У периоду од 1981. до 1985. је био дописник из Њујорка. Био је и заменик главног уредника „Ослобођења“ од 1985. до 1988. и главни уредник овог медија у периоду од децембра 1988. до марта 1994. године. Док је обављао ту функцију, добио је неколико признања за допринос слободи штампе и људским правима.
Извештавао је са Олимпијских игара у Минхену 1972, Лејк Плесиду 1980. и Лос Анђелесу 1984, као и са Светског првенства у фудбалу 1974. године у Немачкој. Интервјуисао је низ познатих личности попут председника САД Роналда Регана, генералног секретара Уједињених нација Хавијера Переза де Куељара, каснијег индијског премијера Раџива Гандија и каснијег председника Шри Ланке Рамасинга Премадасу. Повремено је писао чланке за различите новине: „Њујорк тајмс“, „Вашингтон пост“, „Хералд трибјун“, „Лос Анђелес тајмс“, „Цајт“, „Ел паис“, „Ноје цирхер цајтунг“ и др.
У периоду од 2001. до 2006. је радио за Канцеларију УН за дрогу и криминал., прво као портпарол у Бечу и потом као представник ове организације за карипски регион у Барбадосу.
Објавио је укупно четири књиге. Живиo је и радио у Вашингтону. Био је ожењен Весном Курспахић и имао је два сина.

## Књиге
- „“, Идеје, Сарајево, 1992.[8][9]
- „“, Ослобођење, Сарајево, 1994.[10]
- „“, , 1997.[11]
- „“, , 2003.[12]

## Награде и признања
- Награда за храброст у новинарству (International Women’s Media Foundation, Вашингтон, 1992);[13]
- Уредник године (World Press Review, Њујорк, 1993);[4]
- Награда за људска права Бруно Крајски (Kreisky Foundation, Беч, 1993);[14]
- Херој борбе за слободу штампе (International Press Institute, Беч, 2000);[15]
- Бусекова награда за допринос бољем разумевању у југоисточној Европи (SEEMO, Беч, 2003).[16]

Лист „Ослобођење“ је у периоду док је Курспахић био главни уредник добио више признања: 
- Лист године у свету (BBC and Granada TV, Уједињено Краљевство, 1992);[17]
- Награда Оскара Ромера (The Rothko Chapel, Хјустон, Тексас, 1993);[18]
- Награда слободе (Dagens nyheter, Стокхолм; Politiken, Копенхаген, 1993);[17]
- Награда Андреј Сахаров за људска права (Европски парламент, Стразбур, 1993).[17]
- Награда за конзистентност и инегритет у новинарству (Универзитет Харвард, 1993);[18]
- Награда за достигнућа у новинарству (Inter Press Service, Рим, 1993)[18] и др.